# Петти, Даниэль
Даниэ́ль Э́йми Пе́тти (англ. Danielle Aimee Petty; род. 7 июня 1970, Белвью, Вашингтон) — американская актриса

.

## Ранние годы
Даниэль Эйми Петти родилась 7 июня 1970 года в Белвью, штат Вашингтон, США. С миром актёрства Петти познакомила её бабушка, которая пела и танцевала со своей сестрой и двоюродными братьями и сёстрами в своей таверне. Знакомство с Роном Ховардом и Микки Рурком, которые приехали снимать фильм в доме её бабушки и дедушки в Иссакуа, штат Вашингтон, и предложение от них о кастинге пролили свет на то, чем она хотела бы заниматься всю оставшуюся жизнь. Ради осуществления мечты стать актрисой, Петти переехала в Лос-Анджелес, штат Калифорния, но первые кастинги дались ей с трудом.

## Карьера
В 1994 году Петти дебютировала в кино с ролью Дженнифер в фильме «Сёрфинг, песок и секс». В основном, она снимается в независимых фильмах, фильмах ужасов и эротических фильмах, а также в телесериалах. Иногда появляется в титрах под именами Айви Эльфстром, Кеннеди Джонсон или Кеннеди Джонстон.

## Фильмография
| Год  |     | Русское название                                | Оригинальное название            | Роль                           |
| ---- | --- | ----------------------------------------------- | -------------------------------- | ------------------------------ |
| 1994 | ф   | Сёрфинг, песок и секс                           | Surf, Sand and Sex               | Дженнифер                      |
| 1995 | ф   | Соблазнение невинности                          | Seduction of Innocence           | Стар                           |
| 1996 | с   | Эротические признания                           | Erotic Confessions               | Риба                           |
| 1997 | с   | Опасные умы                                     | Dangerous Minds                  | офицер                         |
| 1999 | кор | Взаимная любовная жизнь                         | Mutual Love Life                 | заёмщица Шелли                 |
| 2002 | ф   | Психотик                                        | Psychotic                        | подруга                        |
| 2002 | с   | Клиент всегда мёртв                             | Six Feet Under                   | официантка                     |
| 2002 | с   | Городские секс-легенды                          | Sexy Urban Legends               | Лила                           |
| 2002 | ф   | Автофокус                                       | Auto Focus                       | девушка на монтаже интервью №1 |
| 2002 | в   | Больше женатых и одинокого секса                | More Married People, Single Sex  | Габби                          |
| 2002 | в   | Девичий роман                                   | A Girl’s Affair                  | —                              |
| 2003 | в   | Секретный погреб                                | The Secret Cellar                | Шей                            |
| 2003 | с   | Собачий шипучий телевизор                       | Doggy Fizzle Televizzle          | семейство Брейдена             |
| 2003 | с   | Отель «Эротика»                                 | Hotel Erotica                    | Шона / Кэт                     |
| 2004 | в   | Джин в бикини-стрингах                          | Genie in a String Bikini         | Сюзанн                         |
| 2004 | ф   | Детки под прикрытием                            | Undercover Kids                  | Мэгги                          |
| 2004 | в   | Кровавая оргия графини Дракула                  | Countess Dracula’s Orgy of Blood | Роксанн                        |
| 2004 | в   | Могила оборотня                                 | Tomb of the Werewolf             | Мелани                         |
| 2004 | ф   | До ночи                                         | Until the Night                  | Келли                          |
| 2004 | ф   | Почтальон                                       | The Mailman                      | мисс Синклер                   |
| 2004 | с   | Ночи чёрных галстуков                           | Black Tie Nights                 | Сэнди                          |
| 2004 | ф   | Страна зомби                                    | Zombie Nation                    | покупательница                 |
| 2004 | с   | C.S.I.: Место преступления                      | CSI: Crime Scene Investigation   | Бренда Питерс                  |
| 2004 | в   | Пещерная девушка в бикини                       | Bikini Cavegirl                  | Шэрон                          |
| 2005 | в   | Убийца по прозвищу «связывать, пытать, убивать» | B.T.K. Killer                    | Лейси Петерсон                 |
| 2006 | с   | Отель «Эротика Кабо»                            | Hotel Erotica Cabo               | Марни                          |
| 2006 | в   | Чёрный георгин                                  | Black Dahlia                     | Чёрный георгин                 |
| 2006 | в   | Убийца Пиктон                                   | Killer Pickton                   | прокурор                       |
| 2006 | тф  | Эротические ночи Элль                           | Elle’s Erotic Nights             | —                              |
| 2007 | в   | Множественная кульминация Максвелла             | The Maxwell Multiple Climax      | девушка, любящая лес           |
| 2007 | тф  | Заколдованные домохозяйки                       | Bewitched Housewives             | девушка из видеосекса          |
| 2007 | в   | Дневник каннибала                               | Diary of a Cannibal              | Дерек                          |
| 2007 | с   | Дневники города грехов                          | Sin City Diaries                 | Джесси                         |
| 2008 | с   | Доктор Хаус                                     | House                            | Энн Хэдли                      |
| 2008 | с   | Сексуальные хроники Зейна                       | Zane’s Sex Chronicles            | Тереза                         |
| 2009 | ф   | Зомби FM                                        | Dead Air                         | бизнесвумен                    |
| 2009 | ф   | Разложение Тони Маслоу                          | Decomposing Tony Maslow          | Саша, девушка по вызову        |
| 2011 | с   | Жизнь на вершине                                | Life on Top                      | Стефани                        |
| 2012 | тф  | Вечеринка как у богатых и знаменитых            | Party Like the Rich and Famous   | Альва Белмонт Вандербильт      |
| 2013 | ф   | Чихуахуа тоже!                                  | Chihuahua Too!                   | Дженнифер Фастенер             |
| 2018 | ф   | Зомби-ТВ                                        | Zombie TV                        | сексуальная женщина            |